# ヴェネツィア・ピープル・ムーバー
ヴェネツィア・ピープル・ムーバー（イタリア語: People Mover di Venezia、ヴェネト語: People Mover de Venesia、英語: Venice People Mover）は、イタリア共和国ヴェネツィア市にある2010年に開業した新交通システム型の公共交通システムである。
当システムは、マリッティマ・クルーズ・ターミナル上部の停留場を経由して、ローマ広場と市内のトロンケット島の駐車場施設を結んでいる。
この交通システムは、2010年4月19日に運行開始した。
当システムの車両2両は、ケーブルカーに類似したケーブルによって牽引されている。
総延長は853-メートル (0.5 mi)であり、移動には3分掛かる。

## 歴史
- 2010年4月19日 - 開業

## ギャラリー

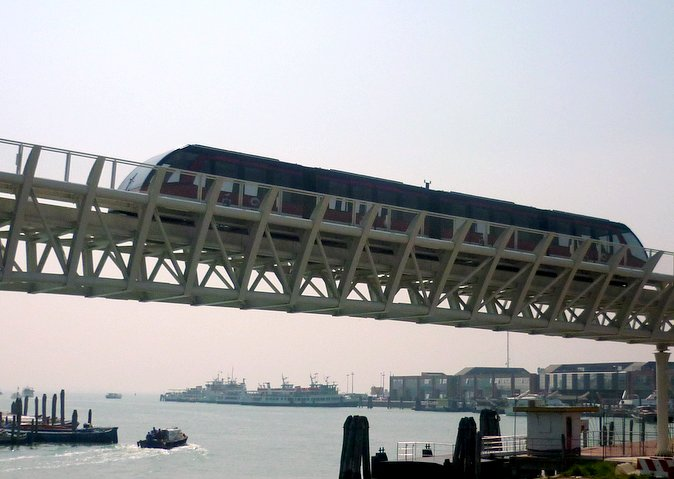
トロンケット島とヴェネツィア・ピープル・ムーバー
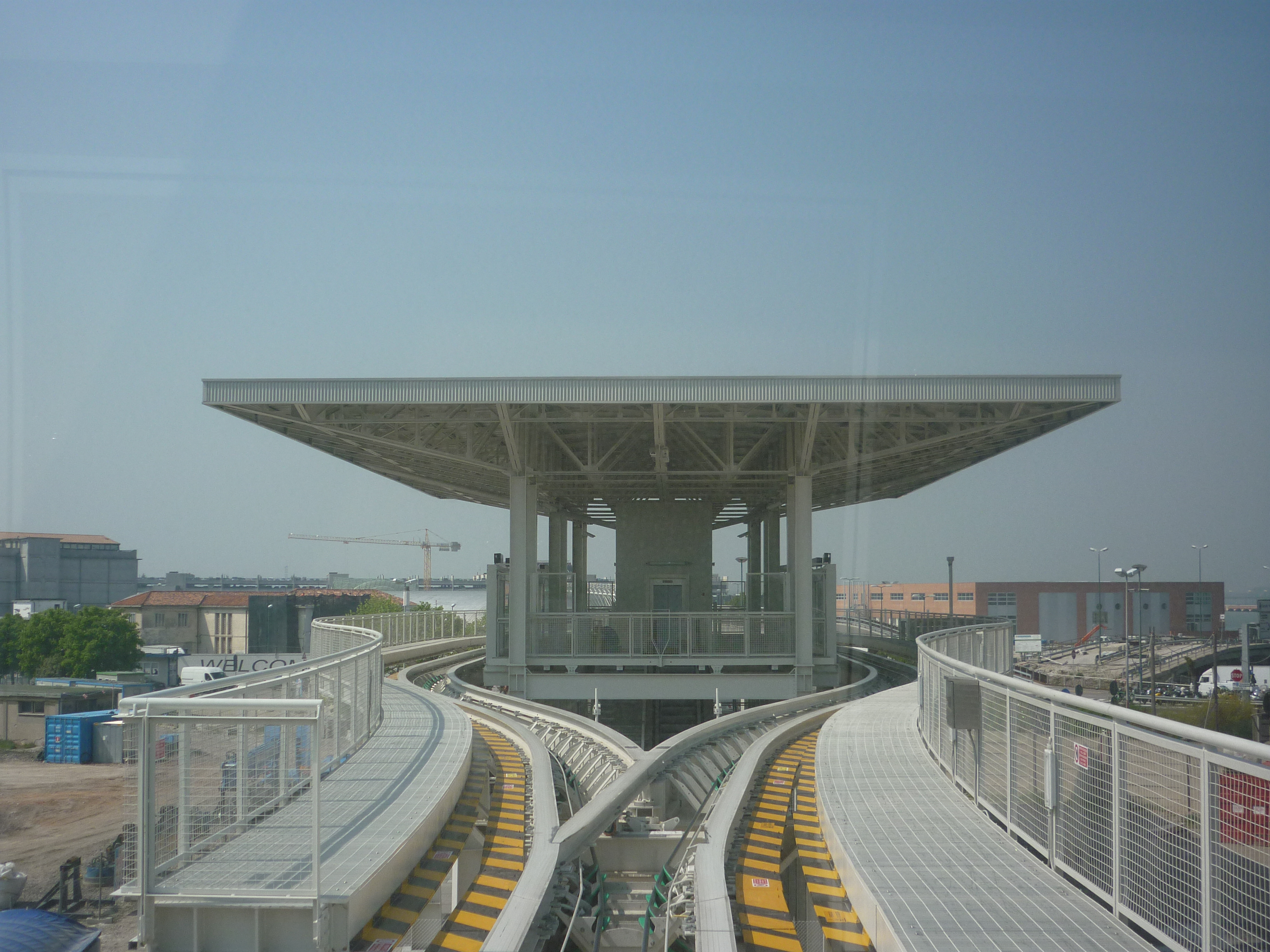
マリッティマ駅
路盤(緑色)、案内車輪(赤色)、台車(水色)、ケーブル支持(青色)
緊急時には左側の非常通路へ脱出することができる。
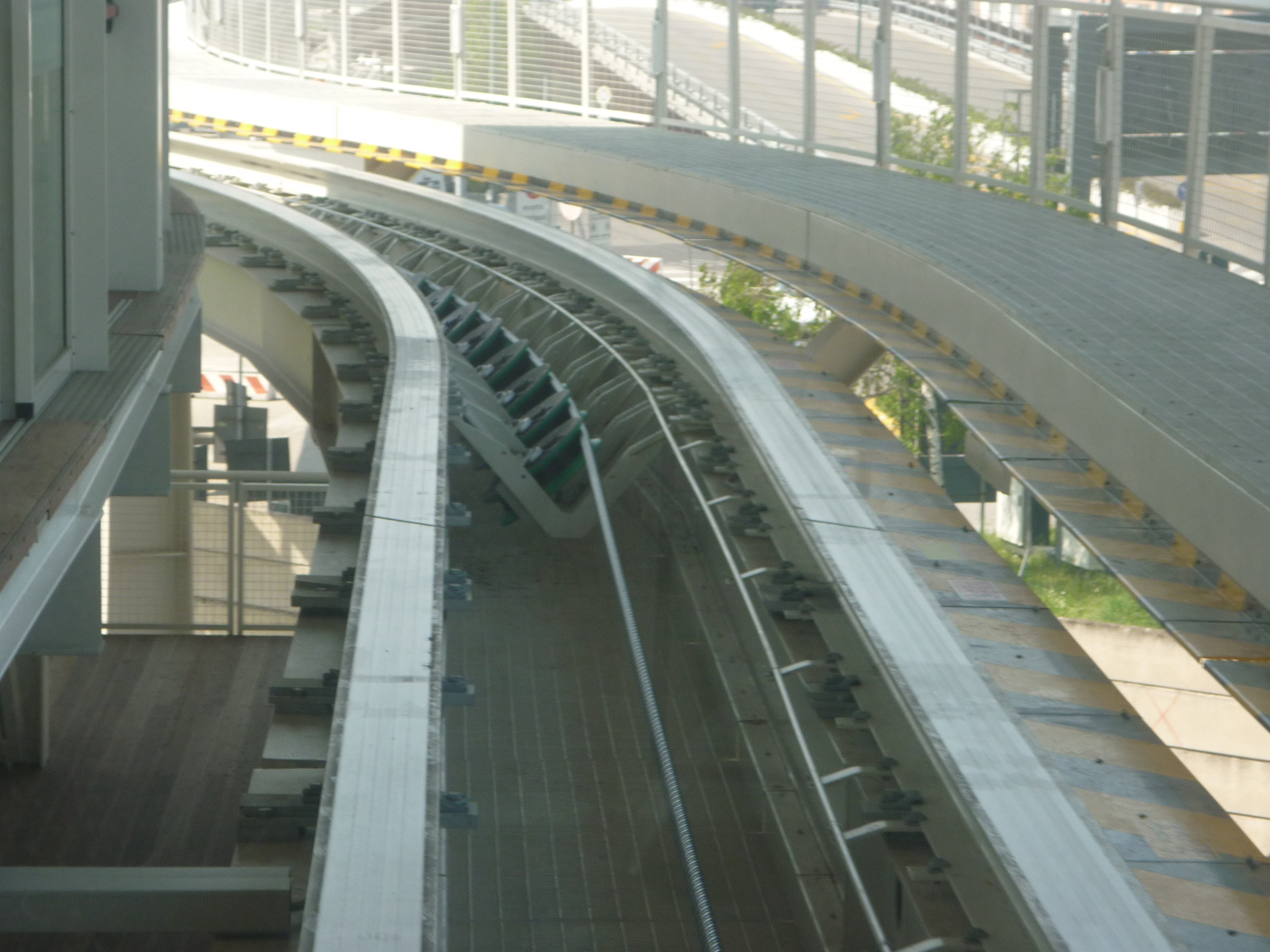
駅付近の索道